# Glenea fulvomaculata
Glenea fulvomaculata är en skalbaggsart som beskrevs av Thomson 1860. Glenea fulvomaculata ingår i släktet Glenea och familjen långhorningar. Inga underarter finns listade i Catalogue of Life.